# North Braddock
North Braddock è una borough degli Stati Uniti d'America, nella contea di Allegheny nello Stato della Pennsylvania. Secondo il censimento del 2000 la popolazione è di 6.410 abitanti.

## Società

### Evoluzione demografica
La composizione etnica vede una prevalenza della razza bianca (61,70%) seguita da quella afroamericana (35,30%), dati del 2000.
| borough di North Braddock Popolazione |        |
| 1940                                  | 15.679 |
| 2000                                  | 6.410  |
| Stima al 01-07-07                     | 5.8665 |

## Sindaci
Elenco dei sindaci:
- 1897 - Henry Anderson
- 1899 - F.K. Leighton
- 1903 - Johnson Snyder
- 1904 - A.T Reid
- 1906 - George Whitfield
- 1909 - James McWilliams
- 1910 - John McCune
- 1911 - A.L Best
- 1914 - H.B Miller
- 1918 - B.M Bartilson
- 1922 - Harvey Hunter
- 1926 - G. Fenton Mitchell
- 1938 - P.J. McLeigh
- 1951 - Michael Pendro
- 1966 - Thomas Curran
- 1981 - Norman Irvin
- 1982 - Elmer DeVay
- 1983 - Steven Yanowitch
- 1984 - Norman Irvin
- 1989 - Jerome Sepesy
- 1990 - George Choma
- 1994 - Raymond McDonough
- 2010 - Thomas Whyel